# Музей на Варшавското въстание
Музеят на Варшавското въстание (на полски: Muzeum Powstania Warszawskiego) е исторически музей във Варшава.
Създаден е като Музей и архив на Варшавското въстание през 1983 г. Открит е отново на 31 юли 2004 г. в навечерието на 60-а годишнина от избухването на въстанието.
Помещава се в бившата трамвайна електроцентрала на ул. „Гжибовска“ 79. Главният вход на музея се намира откъм ул. „Пшиокопова“.
Музеят документира историята на Варшавското въстание. Провежда научноизследователска и образователна дейност посветена на историята на въстанието, а също така и на историята и дейността на Полската подземна държава. Идеята е да се изрази почит към тези, които са се борили и загинали за свободата на Полша и нейната столица, показвайки на следващите поколения поляци смисълът на тези събития.
Експозицията представя борбата и всекидневието на въстанието на фона на окупацията и сложната международна обстановка, чак до следвоенния комунистически терор и съдбата на въстаниците в Полската народна република. Музеят използва съвременна аудиовизуална техника. Това е много полезно в стремежа идеята да достигне до един от главните адресати, каквито са младите посетители. Позволява също така по един много вдъхновяващ начин да се говори за историята и патриотизма.
Музеят на Варшавското въстание разполага с над 30 хил. експонати. През първите 10 години е посетен от над 4,6 млн. души.

## История на музея
Дълги години построяването на музея било невъзможно по политически причини. За потребността от неговото изграждане се говорело още през 1956 г., но не се предприемат никакви мерки чак до 1981 г. Тогава е свикан Обществен комитет по построяването на Музея на Варшавското въстание и се започва събирането на паметници от въстанието. Въвеждането на военно положение през декември 1981 г. спира дейността на Комитета.
Едва през 1983 г. генерал Мечислав Дембицки определя Музея на Варшавското въстание за клон на тогавашния Исторически музей (сега Музей на Варшава). Неговата главна задача е да колекционира експонати от въстанието. В продължение на 20 г. успяват да съберат няколко хиляди експоната.
През 1984 – 1994 г. траят приготовленията за строеж на музея върху руините на Полската банка на ул. „Беланска“. През 1984 г. директорът на Историческия музей на Варшава Януш Дурко, със сътрудничеството на Сдружение на полските архитекти, определя конкурс за проект на музея. През 1986 г. печели идеята на Конрад Куча-Кучински, Анджей Миклашевски и Збигнев Павловски. През 1986 г. се провежда тържествена церемония по полагане на основния камък на строежа, но заради неизяснени права за собственост на имота на ул. „Беланска“ строежът не започва.
През 2002 г., когато президент става Лех Качински, ситуацията се променя. Той обещава, че музеят ще бъде построен до 60-а годишнина от избухването на Варшавското въстание. През 2003 г. Ян Олдаковски заедно с Павел Ковал, Лена Домбковска-Чихоцка и Йоанна Боярска разработват концепцията на бъдещия музей. Юли месец същата година са взети най-важните решения: назначен е пълномощник, отговарящ за изграждането на музея (Олдаковски), за място на музея е избрана сградата на бившата трамвайна електроцентрала, назначен е Почетен и Програмен съвет. През декември 2003 г. Общинския съвет на Варшава приема резолюция за създаването на нова културна институция – Музей на Варшавското въстание.
Конкурсът за архитектурна концепция, обявен през август 2003 г., е спечелен от архитект Войчех Обтулович, който е автор и на Полския павилион на Експо 2000 в Хановер. В конкурса за разработване на концепция за художественото изложение печели екипът на Ярослав Клапут, Дариуш Куновски, Мирослав Низио. Работата по проекта започва през април 2004 г. и следващите четири месеца се извършва на три смени, 24 часа в денонощието. Благодарение на огромните усилия и посвещаването на хората ангажирани в реализирането на проекта, на 31 юли 2004 г., ден преди 60-а годишнина от Варшавското въстание – тогавашния кмет на Варшава Лех Качински открива Музея на Варшавското въстание.
През януари 2005 г. главната лекционна зала на музея получава името Аудитория на Ян Новак-Йежьорански.
На 8 април 2011 г. на фасадата на музея е поставена паметна плоча в памет на Лех Качински. Неин автор е Анджей Ренес.

## Експозиция
Експозицията е разположена на три етажа (партер, полуетаж и етаж) на обща площ над 3000 кв. м. Богатата колекция на музея е съставена от оръжия, документи, писма, лични предмети, 1500 снимки, биографични и исторически данни и карти, паметници и филми от 1944 г. Всички надписи на експонатите са на полски и английски език. Елементите от експозицията, които съдържат драстични сцени (като убийствата в Палмири) са обозначени. Цената на билета включва и гледането на филма „Град на руини“.
Музеят е с интерактивен и наративен характер: въздейства с картина, светлина и звук. Вътрешната аранжировка и използването на мултимедийни ефекти има за цел да ни приближи до бунтовническата реалност. Много елементи от експозицията пречупват историята на въстанието през призмата на преживяванията и съдбите на неговите участници. Обиколката в музея ни представя хронологията на събитията и ни води през отделни тематични зали.
Постоянната експозиция е съставена от три главни, хронологично свързани части. На партера се намира изложба посветена на Втората световна война от септември 1939 г. до приключването на акция „Буря“, с особено внимание на ситуацията във Варшава (немския терор, подготовката на въстанието). После минавайки през Залата на Либърейтър стигаме до полуетажа, който представя съдбата на въстанието през август 1944 г. както и живота във военна Варшава. След това обиколката ни води до етажа, където е представена ситуацията във Варшава до деня на капитулацията, унищожаването на града, масовото изселване на цивилното население, условията за живот на въстаниците в немските лагери.
Обиколката на вътрешната част на сградата, заедно с гледането на филма „Град на руини“ отнема средно около 2 часа. Допълнително 20 – 30 минути трябва да се отделят, за да се разгледа Парка на свободата, както и бункера Ringstand 58c.

### Партер
На партера е представен периодът на окупацията и самото избухване на въстанието – час „W“ (кодово име от walka, wybuch – борба, избухване за деня и часа на започването на акция „Буря“ във Варшава). В тази част на експозицията ни въвежда календар от събития от 1 септември 1939. Показан е всекидневния живот на окупираната столица, немския терор, чиито символи са розовите афиши за улични екзекуции, Палмири и варшавското гето, а също така функционирането на Полската подземна държава и акция „Буря“.
Използвайки предвоенни телефонни апарати може да се изслушат спомените на петима въстаници в навечерието на 60-а годишнина от въстанието.
В предназначената специално за деца Зала на Малкия бунтовник децата учат история чрез забава. Те разполагат с реплики на играчки, с които са играели техните връстници по време на войната. В тази зала се намира и реплика на паметника на Малкия бунтовник проектиран от Йежи Ярнушкевич.
В централната част на партера се намира метален Монумент, които отделя двете нива на експозицията. Неговите стени покриват датите на поредните дни от въстанието и следите от куршуми. В това „биещо сърце на воюваща Варшава“ са затворени звуци от въстаническата столица.
Следващата част от експозицията е посветена на акция „Буря“. Символ на наблищаващия час „W“ е часовникът, който показва 17.00 ч. За атмосферата на варшавските улици от онова време допринасят реплики на полските флагове от уличните немски бункери както и снимки от Е. Локайски. При преминаването към Залата на Либърейтър е поставен мотоциклет BMW R 12 използван от Вермахта.

### Полуетаж
На полуетажа е представен ходът на военните действия през август 1944 г. както и всекидневния живот във воюваща Полша. Тук се намира фрагмент от експозицията посветена на Кристина Крахелска, както и макет на скулптурата Варшавската сирена. До нея се намира витрина с въстанически униформи.
Тук е показано клането във варшавския квартал Вола, превземането на Геншувка, религиозния и културен живот, а също така и бунтовническата болница. Във витрините са показани различни оръжия използвани от двата воюващи лагера. Част от експозицията е посветена и на провизиите по време на въстанието.
Обиколката продължава до реплика на подземен канал от червени тухли. Другия тип подземни канали използвани от въстаниците може да се види в подземието на Залата на Либърейтър.

### Етаж
Тук експозицията показва борбата през септември, която се води в кварталите Мокотув и Жолибож, участието на войници от Националните въоръжени сили и Армия Людова. Представен е крахът на въстанието и последвалите събития – създаването и дейността на просъветския Полски комитет за национално освобождение, решението на Великата тройка, капитулацията и масовото изселване на населението на Варшава.

### Залата на Либърейтър
Това е една просторна зала, в която съществена роля играят светлината и пространството. Нейната фокусна точка е реплика на самолета Консолидейтед В-24 „Либърейтър“, пилотиран от капитан Збигнев Шостак, свален от бойци на Луфтвафе в околностите на Бохня. Оригиналните елементи от самолета, намерени в района на катастрофата са включени в репликата му, изработена в отношение 1:1. Това е единствената по рода си реконструкция в световен мащаб, изработена в съответствие с оригинална техническа документация, снимки както и информация получена от разговори с пилоти и механици.
Друга атракция в тази част на музея е един от котлите на електроцентралата, запазен и реставриран, както и кино залата, в която се прожектира филма Варшава воюва, реализиран по време на въстанието и прожектиран в кино „Паладиум“ през август и септември 1944 г.
От 1 август 2010 г. в специално подготвена зала може да бъде гледан филмът „Град на руини“, който е първата в Полша цифрова реконструкция на разрушения град по време на Втората световна война, направен в 3D.

### Кула
Една от атракциите на музея е 32 метрова кула, на върха на която има тераса за наблюдение. На терасата на специални карти са маркирани предвоенните сгради в близост до музея. С оглед на безопасността на посетителите, качването на терасата е възможно само при благоприятни метеорологични условия.

### Подземие
В подземието на Залата на Либърейтър е разположена изложба „Немците в окупирана Варшава“, която представя историята в годините 1939 – 1944 през призмата на тези, срещу които избухва въстанието.

По-смелите посетители могат да преминат през канала, който е реплика на подземните канали, често използвани от въстаниците.
|  | Тази страница частично или изцяло представлява превод на страницата Muzeum Powstania Warszawskiego в Уикипедия на полски. Оригиналният текст, както и този превод, са защитени от Лиценза „Криейтив Комънс – Признание – Споделяне на споделеното“, а за съдържание, създадено преди юни 2009 година – от Лиценза за свободна документация на ГНУ. Прегледайте историята на редакциите на оригиналната страница, както и на преводната страница, за да видите списъка на съавторите. ВАЖНО: Този шаблон се отнася единствено до авторските права върху съдържанието на статията. Добавянето му не отменя изискването да се посочват конкретни източници на твърденията, които да бъдат благонадеждни. |